# Dãy núi Sanok-Turka
Dãy núi Sanok-Turka (tiếng Ba Lan: Góry Sanocko-Turczańskie; tiếng Ukraina: Сяноцько-Турчанські гори) là một dãy núi ở Đông Beskids, bên ngoài rìa phía đông Carpathians. Nó nằm ở khu vực biên giới phía nam giữa Ba Lan và Ukraine.
Dãy núi Sanok-Turka kéo dài trên diện tích 930   km² tới phía bắc của dãy núi Bieszczady, và về phía nam của Przemyskie Upland, giữa các thung lũng của giữa sông San và sông Stryi. Chúng mở rộng theo dòng sông Stryi của Beskidy Brzeżne. Ranh giới phía bắc được tạo bởi các con sông Wiar, Lomna, Stupnica, Leszczawka, Lachawka và Tyrawski, thung lũng phía tây của sông San. Đôi khi các vùng lãnh thổ ở phía Đông và Nam của sông Wiar, (như khối núi Thata Obycz), và phía đông thung lũng sông Lachawka đến thung lũng sông San (dãy núi Wysokiego) được thêm vào dãy Sanocko-Turczańskie (ở đó cũng là những biến thể khác nhau của biên giới phía bắc). Biên giới phía nam thường chạy qua các rặng núi thuộc dãy núi Otryt và qua sông San, nơi sông Tyrawski kết nối như một nhánh sông, mặc dù đôi khi dãy núi Otryt được liên kết với dãy núi Sanocko-Turczańskie, sau đó biên giới phía nam là Thượng nguồn sông San.
Đỉnh cao nhất của dãy núi là Magura omniańska (với chiều cao 1024 m), trong khi ở phía Ba Lan của biên giới, đỉnh cao nhất là Jaworniki ở 909 m, (hoặc Trohaniec ở độ cao 939 m, nếu bạn sử dụng ranh giới mở rộng). Đặc điểm của dãy núi là chúng có một đoạn thẳng được ngăn cách bởi các thung lũng sông hoặc suối. Chiều cao của dãy núi tăng theo hướng Tây Nam.

## Từ nguyên học

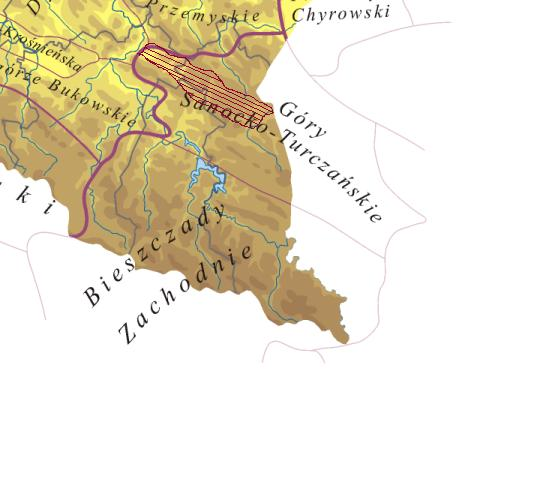
Một phần của dãy núi Sanok-Turka ở Ba Lan

Vào thời trung cổ, những ngọn núi này được gọi là dãy núi Sanocki; (một phần của dãy núi Ukraine Sam Harborki) hoặc dãy núi Sarmacki. Trong lịch sử Đức như Sanoker Berge, Berge Saana và Samborer Berge.
Theo câu chuyện của Tacitus, khu vực này được mô tả là Bastarnae Alpes, qui alias Carpathia Montes ở vùng ngoại ô của rừng Hercynian. 

Phần thứ hai của tên hiện tại đến từ thị trấn Turka.

## Sự kiện
- Theo Codex Hypatian, vào mùa xuân năm 1099, Vua Coloman của Hungary đã vượt qua Dãy núi Karpat đánh vào Vương quốc Galicia - Volhynia, tại Trận chiến Wiar, ông đã phải chịu một thất bại ngoạn mục. Ngay cả trong thế kỷ 16, các nhà văn Hungary đã lập luận rằng không có thất bại nào lớn hơn thất bại của quốc gia họ. Theo Jan Długosz, trận chiến này đã giết chết hơn 8.000 người Hungary.
- Năm 1377, Lajos I của Hungary và Ba Lan, băng qua dãy núi Sanok để tới Nga chống lại quân đội Litva.
- Năm 1941, Tuyến Molotov giao cắt với những ngọn núi đã đánh sập quân đội Đức-Slovakia trong Chiến dịch Barbarossa.